# Vetenskapsåret 1727

## Händelser

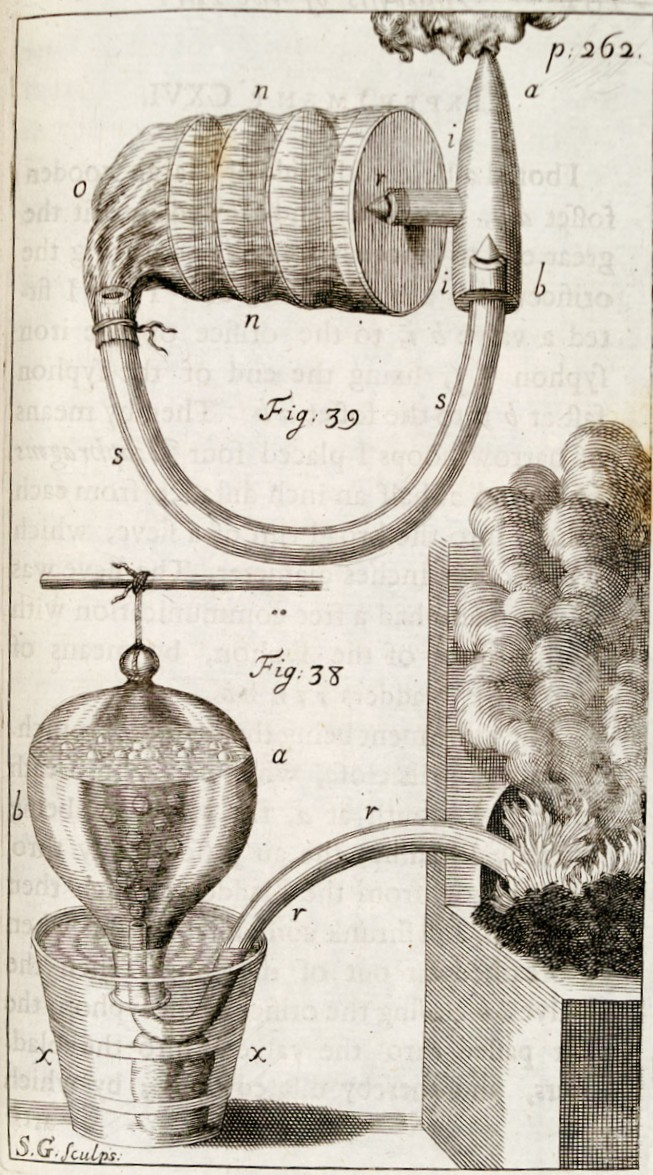
Illustration från Vegetable Staticks.

- Glasögon med skalmar som vilar på öronen uppfinns av engelsmannen Edward Scarlett.
- James Bradley upptäcker årlig aberration, ett av de första direkta bevisen för en heliocentrisk världsbild.
- Magnus Bromelius publicerar Lithographiæ Svecanæ Specimen Secundum om fossil i Sverige.
- Stephen Hales publicerar Vegetable Staticks om sina experiment inom växtfysiologi.

## Pristagare
- Leonhard Euler, 19 år gammal, vinner årets stora pristävlan i Franska vetenskapsakademin för lösningen av den optimala placeringen av master på ett skepp.

## Födda
- 8 februari - Jean-André Deluc (död 1817), schweizisk naturforskare.
- 19 mars - Ferdinand Berthoud (död 1807), schweizisk urmakare och vetenskaplig instrumentmakare.
- 7 april - Michel Adanson (död 1806), fransk botaniker.
- Samuel Chydenius (död 1757), finländsk kemist.

## Avlidna
- 31 mars - Isaac Newton (född 1643), engelsk vetenskapsman.
- Johann Conrad Brunner (född 1653), schweizisk läkare.